# 파나마 운하 지대

파나마 운하 지대의 기

파나마 운하 지대의 문장

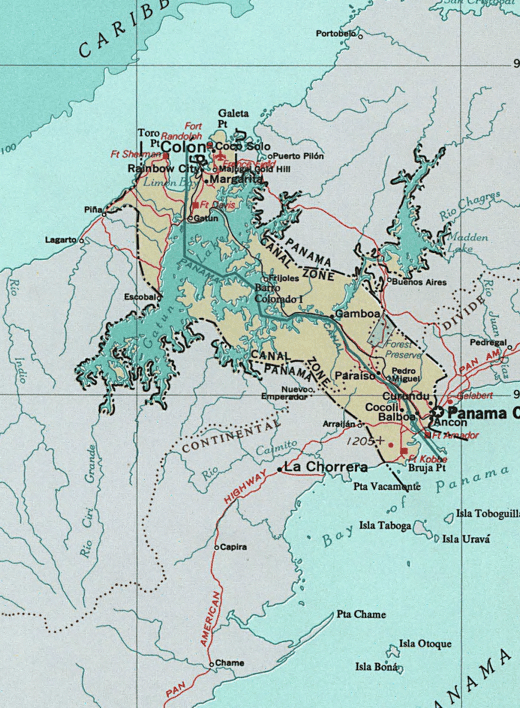
파나마 운하 지대의 지도

파나마 운하 지대(Panama Canal Zone)는 파나마 영토 안에 있던 파나마 운하와 그 주변 8km 지역에 있던 미국의 조차지이다. 그러나 파나마시티와 콜론 시는 제외되었다. 헤이-뷔노 바리야 조약으로 1903년 생겨났고 1979년 공식적으로 소멸하였다. 이후 파나마 운하는 미국과 파나마가 공동으로 관리하다가 현재는 파나마가 운영, 관리하고 있다.

## 이 지역 출신 유명인
- 존 매케인 (애리조나주 미국 상원의원, 2008년 미국 대통령 선거 공화당 후보)